# Ginger (album)
Ginger (stylizowany zapis: GINGER) – piąty album studyjny amerykańskiego zespołu hip-hopowego, Brockhampton, który został wydany 23 sierpnia 2019 roku nakładem wytwórni Question Everything i RCA Records jako pierwszy materiał w ich dorobku muzycznym od czasu krążka Iridescence wydanego we wrześniu 2018 roku.